# Путешествие проклятых (Доктор Кто)
«Путешествие проклятых» (англ. Voyage of the Damned) — рождественский спецвыпуск 2007 года британского научно-фантастического телесериалa «Доктор Кто», предшествовавший 4-му сезону. В нём появляется австралийская певица и актриса Кайли Миноуг в роли Астрид Пет. Серия была выпущена на Рождество 25 декабря 2007 года.

## Сюжет
В стену ТАРДИС врезается космический корабль «Титаник» — копия земного «Титаника». Доктор спускается туда и узнаёт, что лайнер принадлежит владельцу транспортной компании Максу Каприкорну. На борту постоянно ломаются терминалы — роботы-ангелы, помогающие пассажирам. Доктор знакомится с официанткой Астрид Пет (она рассказывает ему о своей мечте побывать на других планетах), супругами Фун и Морвином ван Хофф, экскурсоводом мистером Коппером, маленьким инопланетянином Баннакафаллатой и бизнесменом Рикстоном Слейдом. Они телепортируются с корабля на Землю, где празднуют Рождество. Но в Лондоне нет никого кроме продавца Уилфреда Мотта и Королевы — все разъехались, боясь, что в это Рождество снова случится беда.
Браслеты телепортации ломаются, и они возвращаются на корабль.
На мостике капитан Хардейкер видит пролетающий мимо метеоритный поток и опускает корабельные щиты. Рядовой Фрейм пытается помешать ему, но капитан стреляет в него. Метеоры врезаются в корабль. После взрыва терминалы выходят из-под контроля и начинают убивать пассажиров и команду. Доктор, Астрид, супруги ван Хофф, мистер Коппер, Рикстен и Баннакафаллата оказываются в ловушке в отрезанной части корабля. ТАРДИС дрейфует и направляется к Земле. Двигатели «Титаника» отключаются, если они отключатся все, то «Титаник» упадёт на Землю в южной Англии и вся южная Англия станет ещё одним «чернобылем».
Доктор находит сломанный терминал. Ван Хоффы чинят его. На Фрейма нападают терминалы, он запирается на мостике. Терминал нападает на Морвина, Доктор и остальные убегают от него. Астрид узнаёт, что Баннакафаллата — киборг. Они приходят в часть корабля, где расположены двигатели — сердце корабля. Единственный путь не упасть — перебраться через узкий мостик. Морвин падает вниз. Терминалы пытаются взломать дверь. Астрид, Коппер, Баннакафаллата и Доктор двигаются по мостику. Ангелы-терминалы спускаются к ним сверху. Баннакафаллата разряжает их электромагнитным импульсом, но тратит всю энергию и машинная часть его организма отключается. Один терминал перезагружается, но с ним вместе в жерло корабля прыгает Фун ван Хофф.
Доктор оставляет Астрид, Коппера и Рикстена, а сам двигается на палубу 31, где расположен центр управления терминалами. Доктор предлагает Астрид путешествовать с ним. На палубе 31 Доктор обнаруживает Макса Каприкорна, ставшего киборгом на кресле-машине. Его компания давно практически развалилась, и он решил нанести ущерб новым владельцам бизнеса, уничтожив «Титаник» и Землю (Каприкорн не знал что таким способом может уничтожить лишь страну с половину Англии). Астрид телепортируется на палубу 31, чтобы помочь Доктору, садится в машину и сталкивает Каприкорна в активную зону двигательных реакторов, но и сама падает вниз. Доктор пытается вернуть её, но не может. Терминалы теперь подчиняются Доктору. Они доставляют его на мостике к Фрейму. «Титаник» направляется на Землю, прямо на Букингемский дворец, где находится Английская королева, но Доктор успевает изменить курс.

## Производство и показ

### Производство
В марте 2007 года в течение третьего сезона Уилл Бейкер, продюсер Кайли Миноуг, обратился к разработчикам с предложением участия Кайли в сериале. Джули Гарднер заявила, что Кайли может стать приглашённой звездой, если её расписание будет свободно.
Роль Миноуг была официально подтверждена 3 июля 2007 года.
Клайв Свифт и Джеффри Палмер ранее снимались в Классическом «Докторе Кто». Бернард Криббинс играл Тома Кэмпбелла в фильме «Вторжение далеков на Землю» с Питером Кушингом.
 Дейвис вначале хотел создать другой сюжет, но Бейкер и Миноуг одновременно подтвердили, что она будет сниматься в серии. Её роль была официально подтверждена 3 июля 2007.

Съёмки проходили в основном с 9 июля по 11 августа 2007 года. Первой была снята сцена переправы через двигатели. 12 июля состояние матери Теннанта, Хелен Макдональд, ухудшилось вследствие рака. Съёмки были перенесены, чтобы Дэвид Теннант мог присутствовать на её похоронах.
Она умерла 15 июля и была похоронена 21 июля.
Финальные съёмки начались в последние 2 недели августа 2007 года. Заключительные сцены снимались в Кардиффе.

### Показ
На Рождество серию посмотрели 12,2 млн зрителей.
Окончательно число просмотревших составило 13,9 миллионов. Был побит рекорд, установленный до этого серией «Роза».
«Индекс признания» серии был 86 (отлично), что было выше среднего балла для драматических программ 77. Это также самый высокий рейтинг среди всех передач на Рождество
.

### Официальные трейлеры
- BBC Рождественский публичный трейлер
- Первый тизер
- «Трейлер A»
- «Трейлер B»
- 20-секундный трейлер